# Église Sainte-Marie des Batignolles
Pour les articles homonymes, voir église Sainte-Marie et Batignolles.
L’église Sainte-Marie des Batignolles est un édifice religieux situé dans l'actuel 17e arrondissement de Paris, dans le quartier des Batignolles.

## Histoire
Avec 6 000 habitants en 1824, il est décidé la construction d'une petite chapelle en bois entre 1826 et 1829.
La construction s'effectue  sous la direction de l'architecte Jacques Molinos, grâce à des dons de Charles X et de la duchesse d'Angoulême.
L'église prend son nom de Sainte-Marie des Batignolles en 1830 quand Charles X crée la nouvelle commune des Batignolles-Monceau en la séparant de la commune de Clichy-la-Garenne.
En 1839, la population croissant, il est décidé d'agrandir la petite église, et ce malgré le précédent agrandissement de 1834.
En conséquence, l'architecte Paul-Eugène Lequeux (qui construira l'hôtel de ville de l'arrondissement) décide d'y adjoindre, latéralement, deux chapelles. Le 2 avril 1841, l’archevêque, Denys Affre, bénit la statue de la Vierge et consacre les deux autels dédiés à la Vierge Marie et à saint Vincent de Paul.
La légende raconte qu'un ouvrier aurait trouvé, lors des travaux de fondation, une statuette de la Vierge. Mais il est plus sûr de s'en tenir à la volonté de la duchesse d'Angoulême qui avait souhaité que la dédicace de la nouvelle église soit faite à sa sainte patronne, Marie de Nazareth.
Pendant la Commune de Paris en 1871, les femmes y tiennent des réunions pour réclamer l'égalité avec les hommes.
L'église fait l’objet d’une inscription au titre des monuments historiques depuis le 12 décembre 1975.

## Description
L'aspect actuel de l'église date du milieu du XIXe siècle, Elle est de style néo-classique.
L'église a la forme d'un temple grec. Son fronton triangulaire est soutenu par quatre colonnes. C'est une des rares églises qui ne possède pas de clocher. Elle possède cependant une cloche - Etiennette - dans un petit campanile construit en 1857 à la suite d'un projet de construction de deux clochers qui ne verront pas le jour.
Le grand orgue de l'église Sainte-Marie des Batignolles date de 1923 et a subi deux restaurations en 1947 et 1994. Sa soufflerie nécessite une réparation.

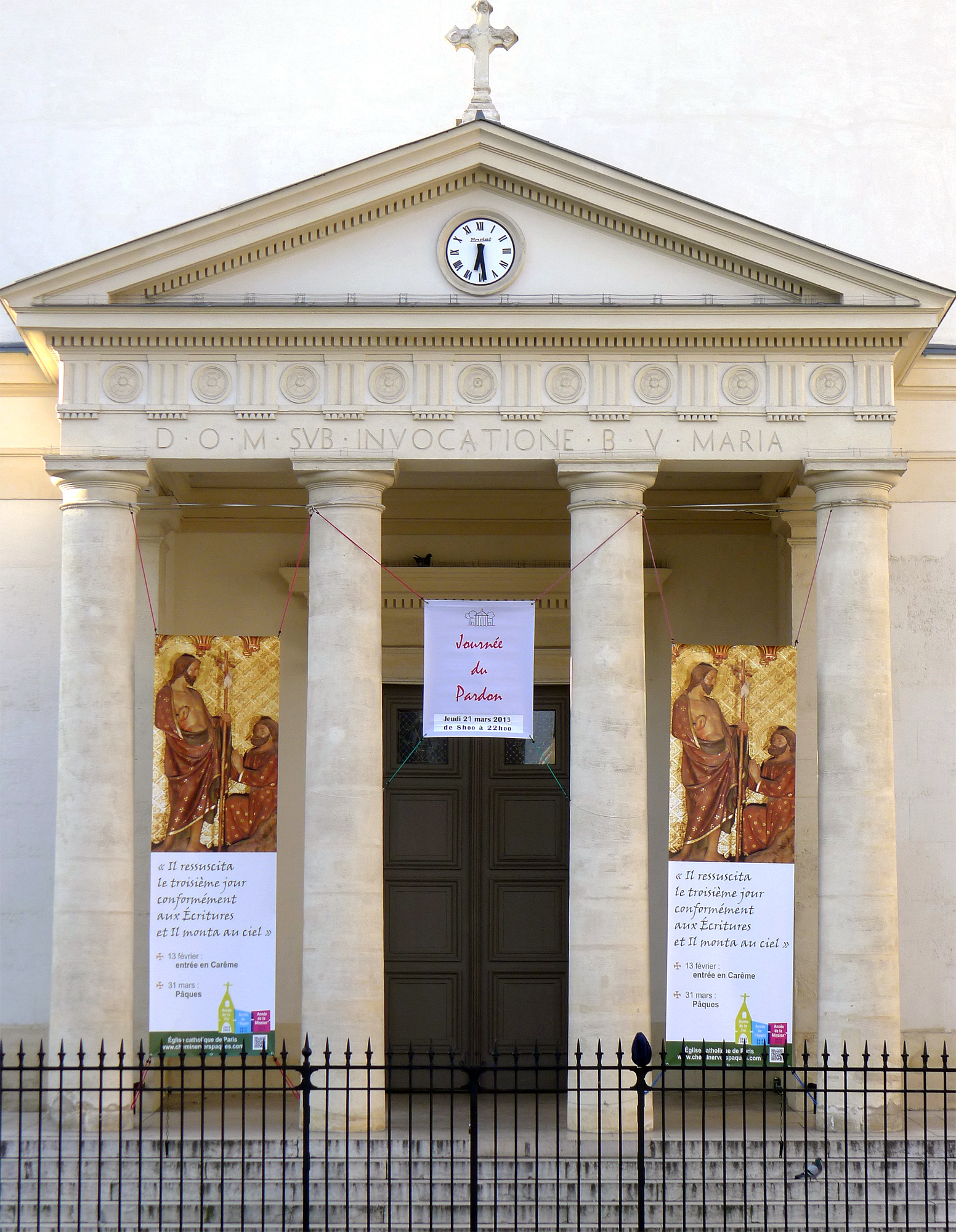
Fronton soutenu par quatre colonnes
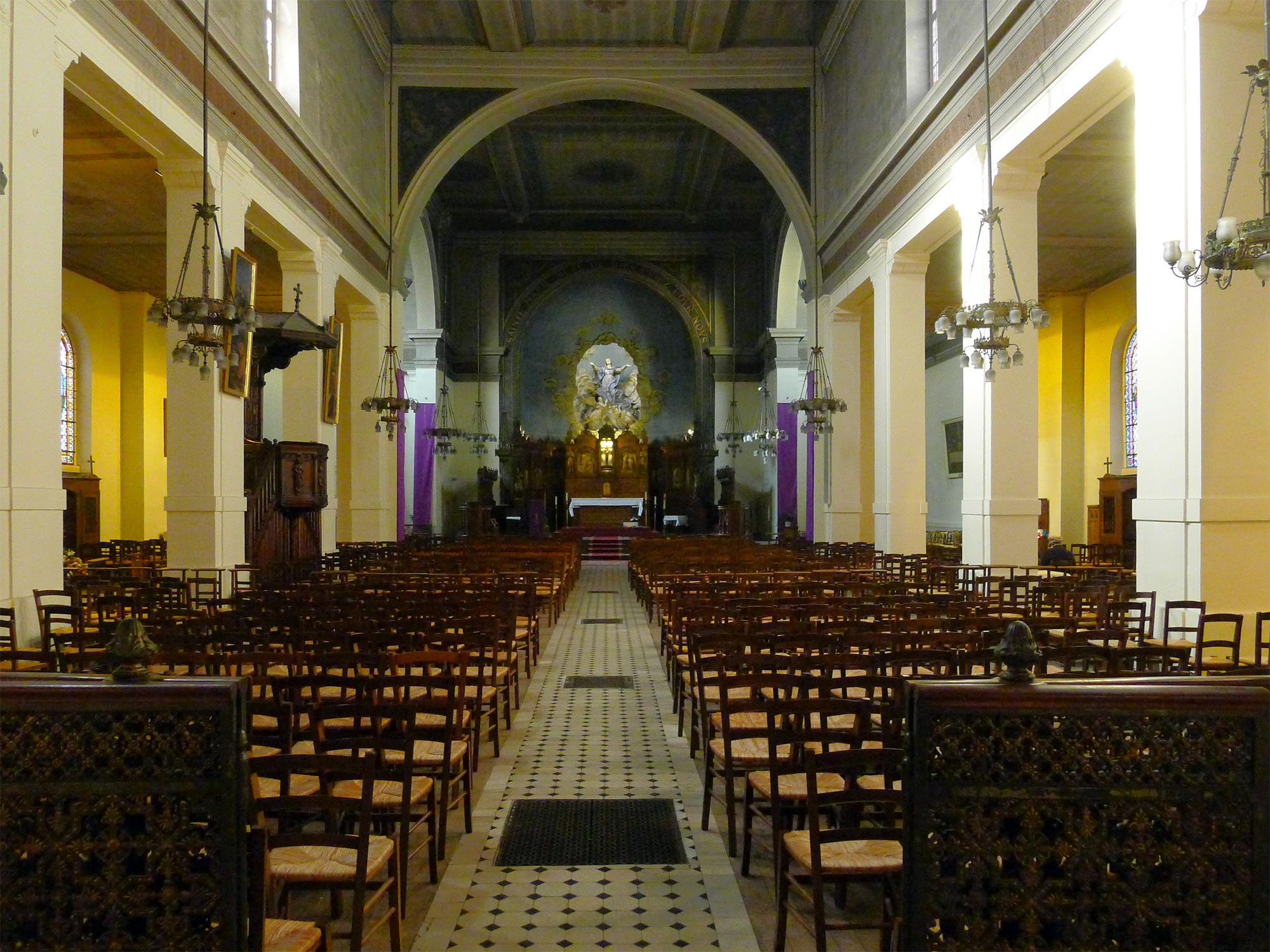
La nef
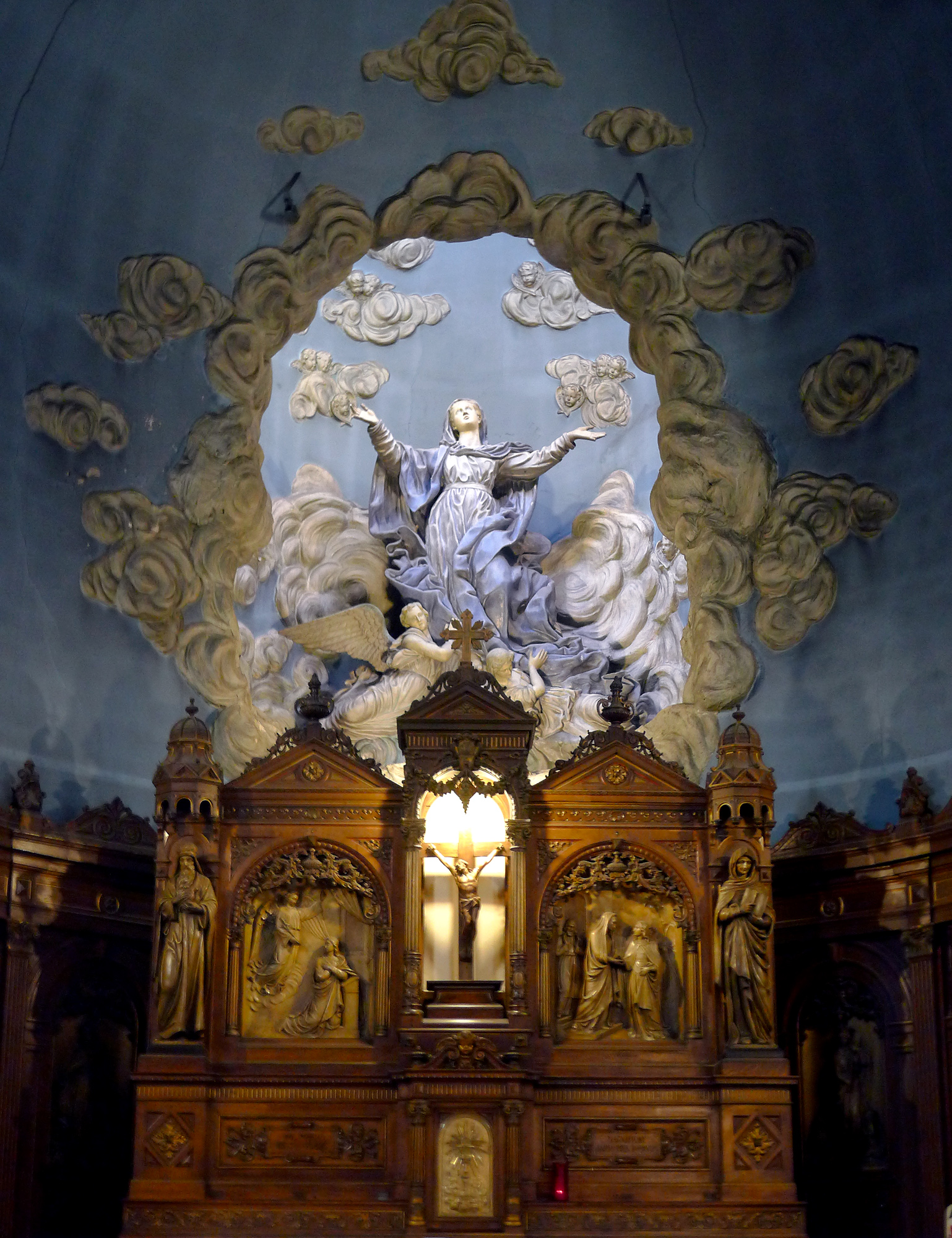
Le chœur traité en style rococo et néo-gothique
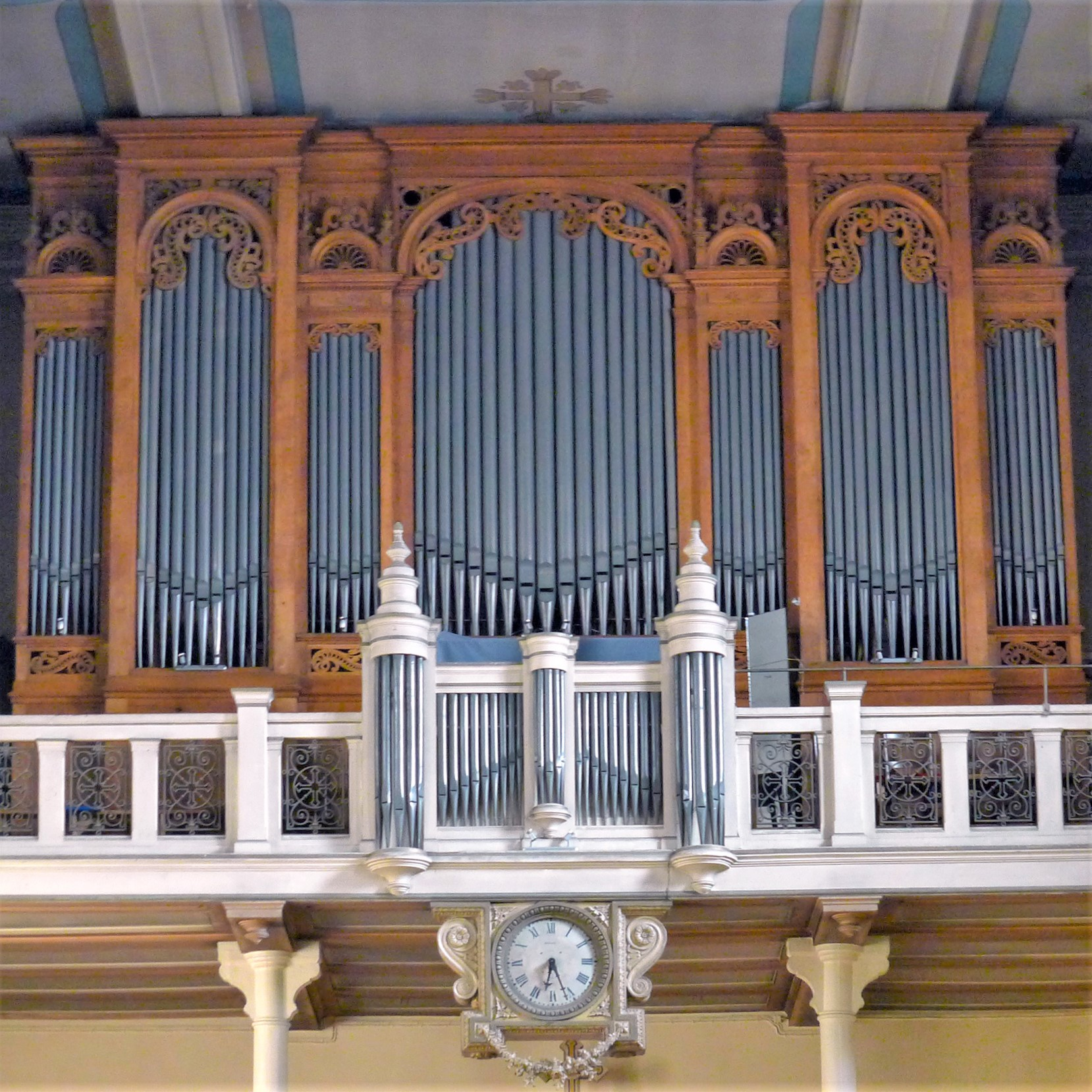
L'orgue de tribune

## Accès
Ce site est desservi par les stations de métro Brochant, Rome et La Fourche.
- Accès SNCF : Gare de Pont-Cardinet

## Littérature
L'église joue un rôle central dans La Légende du saint buveur, nouvelle de Joseph Roth (1939).